# Consejo de Diseño
El Consejo de diseño, antes el Consejo de Diseño Industrial es una organización de caridad del Reino Unido incorporada por la carta real. Su misión es «galardonar el diseño que mejora la vida y hace las cosas mejor». Fue decisivo en la promoción del concepto de diseño inclusivo.
Los archivos del Consejo de Diseño se encuentran en los Archivos de Diseño de la Universidad de Brighton.

## La Comisión para la arquitectura y el entorno
La Comisión del Consejo de Diseño de Arquitectura y Medio Ambiente, también llamado indistintamente Diseño de Consejo AyMA, CABE at the Design Council, o simplemente CAMA, es una de las dos subsidiarias de Consejo. Brinda apoyo a las comunidades, las autoridades locales y los desarrolladores que participan en proyectos de entorno brindando servicios en tres áreas:revisión de diseño, apoyo experto personalizado, y formación y desarrollo profesional continuo. Estos servicios están respaldados por una red de expertos en medio ambiente (EMAs), un equipo multidisciplinario de 250 expertos de «arquitectura, planificación e infraestructura, así como de académicos, especialistas en salud y trabajadores de participación comunitaria».
El consejo de diseño CAMA, está destinado a ser ejecutado como un «negocio autosostenible»,  se formó el 1 de abril de 2011 de alrededor de 20 funcionarios de la CAMA original después de que se fusionó con la red del Consejo de Diseño. La red BEE se formó en 2012.

## Historia
El Consejo de Diseño comenzó el 19 de diciembre de 1944 como el Consejo de Diseño Industrial ( CDI ), fundado por Hugh Dalton, presidente de la Cámara de Comercio en el Gobierno en tiempos de guerra.  Y su objetivo era 'promover por todos los medios posibles la mejora del diseño en los productos de la industria británica'.
SC Leslie, primer director del Consejo, desempeñó un papel importante en la exhibición Británico puede hacerlode 1946. Fue el sucesor de Sir Gordon Russell en 1947 que estableció el modelo de la organización para los próximos 40 años. Bajo Sir Paul Reilly en los años 70, la organización cambió su nombre por el Consejo de Diseño en 1972.
The Design Council was incorporated as a registered charity by Royal Charter in 1976,: 12  although it continued to operate as a non-departmental public body.: 50 
En diciembre de 1994, se sometió a una reestructuración, que transformó su función de ser a la vez un órgano asesor y proveedor de bienes y servicios a ser principalmente estratégica, con una misión «inspirar el mejor uso del diseño por parte del Reino Unido en el contexto mundial, a fin de mejorar la prosperidad y el bienestar».
El 1 de abril de 2010 se incorporó una empresa comercial subsidiaria llamada Design Council Enterprises Limited para realizar transacciones «actividades de recaudación de fondos que no son la primordialmente actividades caritativas».
El 1 de abril de 2011, dejó de ser un organismo público no departamental del Departamento de Negocios, Innovación y Habilidades y se convirtió en una organización benéfica, registrada e independiente, aunque siguió recibiendo ganancias del Departamento, también se fusionó oficialmente con la Comisión para la arquitectura y el entorno (CAMA) en el mismo día, aunque el Consejo de Diseño CABE fue incorporado cuatro días antes.

### El Centro de Diseño
Sir Gordon Russell, que estaba en 1951 muy involucrado en el Festival de Gran Bretaña, examinó la manera de reformar la educación y la formación de nuevos diseñadores industriales. El Centro de Diseño, en Haymarket de Londres, fue inaugurado oficialmente el 26 de abril de 1956.
El Consejo bajo el mandato de Russell combinó exposiciones con promociones de productos, servicios directos a la industria, la edición comercial y minorista.
Después de la reestructuración del Consejo de Diseño en 1994, el Centro de Diseño quedó cerrado al público. El Consejo de Diseño siguió operando desde el Centro de Diseño hasta 1998.

### El diarioDiseño
Entre 1949 y 1999 , el Consejo de Diseño publicó Diseño (ISSN 0011-9245 ), una «revista bien considerada propia». La revista dejó de publicarse después de la edición de verano de 1999.

## Premios dados

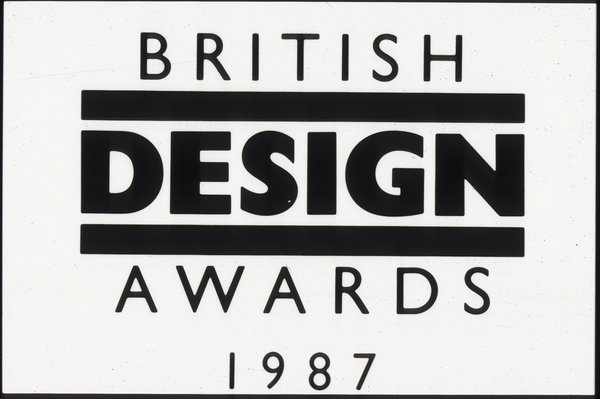
British Design Awards logo

El Consejo ha sido anfitrión de los Premios de Diseño británicos, siendo poseedor de los derechos del logo junto con la Universidad Metropolitana de Mánchester. Se propuso en 1995 en la revista Business Strategy Review que los premios hacen buen análisis del mercado, lo que contribuye a la competitividad industrial.